# Pimelodendron macrocarpum
Pimelodendron macrocarpum là một loài thực vật có hoa trong họ Đại kích. Loài này được Johannes Jacobus Smith miêu tả khoa học đầu tiên năm 1924.